# Wilhelm Bauer
Pour les articles homonymes, voir Wilhelm Bauer (historien) et Bauer.
Wilhelm Bauer, né en octobre 1865 à Cannstatt et mort le 31 mars 1900 à Nice, est un pilote automobile allemand.

## Biographie

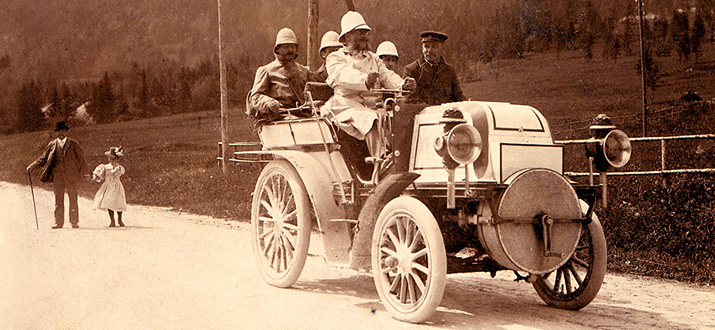
Le consul Emil Jellinek sur Daimler-Phoenix 8HP version 1897.

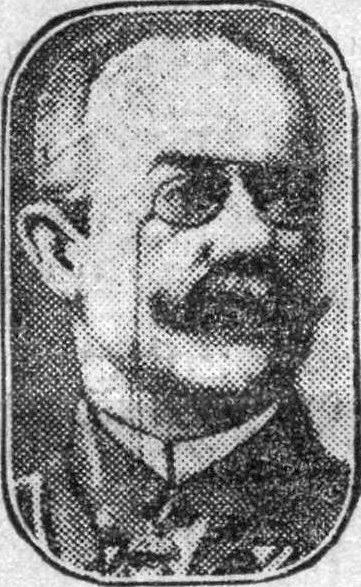
Emil Jellinek-Mercedes.

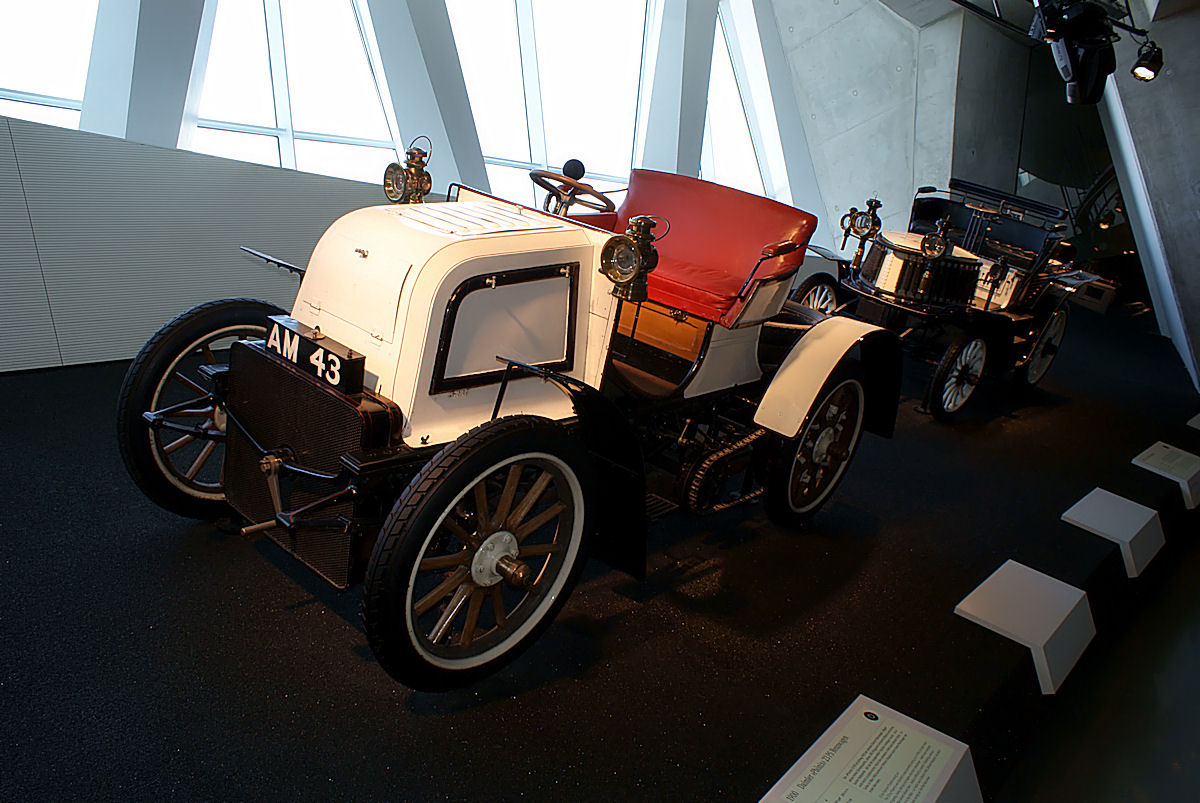
Deux versions routières de la Poenix en 1900 (la 14HP frontale étant de carrosserie similaire à celle conduite par Bauer).

Au début des années 1890 il commence à travailler pour Gottlieb Daimler. Il est également conducteur impérial à cette époque, puis il devient rapidement maître artisan.
Il effectue personnellement une démonstration nautique des capacités d'un moteur à combustion interne Daimler (DMG), face à un bâtiment à vapeur conventionnel, comme point d'attrait lors d'une réception de l'empereur Guillaume II.
À la fin du mois d'août 1898, il remporte la course automobile Trafoi (it)–Mendelpass, ou Course des Dolomites du Sud Tyrol sur Daimler 6HP, organisée sur trois journées.
En 1899, Daimler et Maybach lui demandent, ainsi qu'au contremaître de l'usine et à un pilote testeur de développer la nouvelle Mercedes 35 HP de course, issue de la Daimler Phoenix créée en 1897, en vue d'un développement de l'activité commerciale de la firme centré sur la Côte d'Azur, grâce au richissime consul général de l'empire austro-hongrois et homme d'affaires, Emil Jellinek.
En 1900, sous la pression de Panhard auprès des organisateurs de la Semaine automobile de Nice, le nom de Daimler ne doit pas être associé à celui des deux voitures engagées par Jellinek, nommées Mercedes (I, et II), le surnom de sa fille alors âgée de 13 ans (nom commercial protégé par dépôt en 1902). Le baron Henri de Rothschild (lui-même vainqueur à Chanteloup la même année), engage alors Bauer contre toute attente pour disputer la troisième édition de la course de côte Nice - La Turbie avec une Daimler personnelle, mais le chauffeur va percuter de la tête la falaise le 30 mars dès le premier virage après le départ de l'épreuve, à bord d'une Daimler Phoenix version course de 23HP. Il est devenu le premier pilote mort lors d'une course de montagne (le lendemain de l'accident, son mécanicien embarqué étant indemne). 
Il est ainsi reproché à Jellinek la conception de la voiture, trop lourde à l'avant avec son moteur de plus de 320 kilos et son massif radiateur en front. DMG fait dès lors annuler temporairement toutes ses participations en course automobile, et Jellinek décide de faire construire des châssis avec un empattement rallongé, tout en abaissant le centre de gravité sur des voitures devenues plus puissantes. Il demande pour cela à Paul Daimler et Wilhelm Maybach un nouveau modèle de moteur spécifique de 4 cylindres, 5,9 litres et 35 chevaux, baptisé de son pseudonyme de pilote de course « Daimler-Mercedes ». Il fait développer également le premier châssis d’automobile moderne qui ne soit pas un fiacre motorisé. Il en commande trente-six pour la somme colossale de l'époque de 550 000 marks or (équivalent actuel de plus de 5 millions d'euros). Le nouveau bolide de course, livré le 22 décembre (moins de neuf mois après le décès de Bauer !), est baptisé Mercedes 35 HP ; il devient la première véritable Mercedes de l'histoire de l'automobile. Cette voiture domine alors toutes les courses sur la Côte d'Azur, offrant la publicité exceptionnelle escomptée par Jellinek. Wilhelm Werner fait désormais partie de ses pilotes, et le nom de Mercedes se répand rapidement en Allemagne : les commandes de Jellinek mobilisent maintenant pleinement les capacités de production de l'usine Daimler de Cannstatt.
Dans le même virage et pratiquement au même endroit, lors de l'édition 1903 de la course, le comte Eliot Zborowski (en) meurt à son tour, ce qui entraîne l'arrêt de la compétition jusqu'à La Turbie de 1904 à 1908.
Deux plaques à même le rocher commémorent ces faits tragiques sur les lieux mêmes.

## Remarque
Cet employé Daimler ne doit pas être confondu avec l'ingénieur prussien Wilhelm Bauer (1822-1875), qui inventa notamment le précurseur Brandtaucher, et dont le nom sera donné à un sous-marin allemand construit durant la Deuxième Guerre mondiale lancé en fin de conflit le 24 février 1945, le Unterseeboot 2540 "Wilhelm Bauer" de type XXI. Restauré, il est devenu le point focal du Musée Technique de Bremerhaven (le Technikmuseum U-boot Wilhelm Bauer).